# Загоровський Євген Олександрович
Євген Олександрович Загоровський (нар. 1885 — 1938) — український історик, дослідник України XVIII століття. Репресований.

## Життєпис
Народився в Харкові у 1885 році в родині професора кафедри цивільного права юридичного факультету Харківського університету О. Загоровського (*1849 —†?). У 1892 році  родина переїхала до Одеси у зв'язку з обранням О. Загоровського ординарним професором кафедри цивільного права та судочинства юрфаку Імператорського Новоросійського університету. 
У 1904 році  закінчив зі срібною медаллю 2-гу Одеську гімназію. У 1904–1909  роках навчався на історичному відділенні історико-філологічного факультету Імператорського Новоросійського університету, який закінчив з дипломом першого ступеня.
Після двох років викладання історії у жіночих гімназіях Одеси у 1911 році був залишений на кафедрі російської історії для підготовки до професорського звання під керівництвом І. Линниченка. 
Наприкінці 1916 року  був обраний на приват-доцента кафедри російської історії Імператорського Новоросійського університету. Читав спецкурси з історії Новоросії XVIII століття та історії українського козацтва, вів семінарій, де студіювались джерела з російської історії.
У 1918–1920 роках викладав на Одеських вищих жіночих курсах. 
Був членом Одеського бібліографічного товариства (рос. Одесское библиографическое общество) та Історико-філологічного товариства при Новоросійському університеті;Одеського (імператорського) товариства історії і старожитностей. 
У 1919–1920-х роках викладав у Вищих навчальних закладах Одеси — у Новоросійському університеті, Вищому міжнародному інституті, Гуманітарно-суспільному інституті, Археологічному інституті, Одеському інституті народної освіти (ОІНО), Інституті народного господарства. Активно працював в одеських наукових товариствах: Одеській комісії краєзнавства при Всеукраїнській академії наук, науковому товаристві при Всеукраїнській академії наук, у бібліографічному, в Одеській філії Всеукраїнської академії наук. 
Протягом 1923–1929 років  був консультантом Одеської державної публічної бібліотеки, у 1930-х роках  — провідним бібліографом. 
Восени 1937 року  був заарештований  та 22 лютого 1938 року  розстріляний як «ворог народу» в Одесі.

## Науковий доробок
Творча спадщина автора складається з 22 праць, здебільшого невеликі журнальні статті, замітки, рецензії та некрологи, що здебільшого ґрунтувались на його доповідях на засіданнях одеських товариств. За тематикою праці та доповіді були присвячені:
- історії Півдня України до середини XVIII століття з наголосом на зовнішньоекономічних зв'язках;
- історії Півдня України наприкінці XVIII століття (зокрема, організації владою Російської імперії державної колонізації та політики Російської імперії щодо Нової Січі);
- українській, російській та сходознавчій історіографії та бібліографії. Лише одна праця присвячена стосункам Росії та Італії у ХІХ столітті, яка втім може бути віднесена до четвертої групи. Вибір як дослідницьких тем історії колонізації, економічної політики та економічних зв'язків на Півдні України відповідав провідним тенденціям тодішньої історичної науки. Найбільше значення економічному та фізико-географічному чинникам він надавав у працях 1920-х.

Головним внеском Є. Загоровського в історичну науку є два узагальнюючих нариси історії Півдня України, у яких він, зокрема, запропонував виділяти у розвитку Північного Причорномор'я / Степової України два основних етапи:
1. до XVIII століття;
2. з другої половини XVIII до останньої чверті ХІХ століття. На думку історика, лише у рамках другого періоду «край вперше зазнав планомірної державної колонізації, що призвела до різкої зміни темпу його культурної та соціально-економічної еволюції».

Є. Загоровський обґрунтував, що Причорноморський край — Полуднева Україна є своєрідним географічним та історичним феноменом (основною специфікою регіону він вважав часту зміну народностей). До 1920-х він дотримувався російськоцентричної концепції історії Південної України, але у 1920-х еволюціонував у бік україноцентризму з наголосом на провідній ролі українського народу у минулому та сучасному Степової України (Катеринославщини, Херсонщини, Таврії), вирішальному значенні народної, а не державної колонізації в історії Південної України. «рос. Очерк истории Северного Причерноморья» був одним з передвісників сучасних регіонознавчих досліджень. Не позбавлені фактологічної цінності узагальнюючі нариси присвячені іноземній колонізації Південної України (головним чином сербами), українському козацтву. Заслугою історика є піднесення важливості козацького чинника в історії Півдня України, перенесення наголосу з вивчення політичних аспектів історії Запорізької Січі на соціально-правові та економічні.

## Праці
- Организация управления Новороссией  при Потемкине в 1774 – 1791 годах/ Е. А. Загоровский.// Записки Одесского общества истории и древностей. – 1913. – Т. 31. – С. 52 - 82.
- Отношения России и Италии в ХІХ в./ Е. А. Загоровский.// Записки Одесского общества истории и древностей. –  1919. – Т. 33. – С. 41 - 58.
- Очерк истории Северного Причерноморья/ Е. А. Загоровский. – Ч. 1. – Одесса, 1922. – XII, 99 с.
- Экономическая политика Потемкина в Новороссии (1774 – 1791) / Е. А. Загоровский.// Журнал науково-дослідних кафедр Одеси. – 1926.              – Т. 2, № 2. – С. 74 – 84.
- Военная колонизация Новороссии при Потемкине. — Одесса, 1913;
- Взаимоотношения Запорожья и Русской правительственной власти во времена Новой Сечи. — Одесса, 1913;
- Славянская колонизация Новороссии в XVIII веке. Сербские военные поселения. — Киев, 1913;
- Запорозько-російська митна політика за часів Нової Січи [Архівовано 1 грудня 2017 у Wayback Machine.] // Ювілейний збірник на пошану академіка Дмитра Івановича Багалія з нагоди сімдесятої річниці життя та п’ятдесятих роковин наукової діяльності. – К.: З друкарні Української Академії наук, 1927
- Людність Степової України колись і тепер. — 1930 (окремий відбиток зі збірника «Степова Україна»).

## Родина
- Батько: Загоровський Олександр Іванович (1849 - 1919) –  правознавець, професор.
- Брат: Загоровський Микола Олександрович (1893 - 1934) – гідробіолог, лімнолог, професор.